# Benkhard Ágost (építész)
ifj. Benkhard Ágost (Budapest, 1910. március 2. – Budapest, 1967. június 1.) magyar építész, Benkhard Ágost festőművész fia, első felesége Wächter Klára fényképész volt, aki háború előtt készült munkáit fotózta.

## Élete, munkássága
Benkhard Ágost 1928-ban a műegyetem gépészmérnöki osztályán kezdte meg egyetemi tanulmányait, fél év után iratkozott át az építész szakra, ahol 1932-ben abszolvált, diplomatervét 1934-ben védte meg. Az építészeti tanulmányokkal eltöltött időszak egybeesett a modern építészet elveinek magyarországi elterjedésével, melyek rá is erőteljes hatást gyakoroltak. Az egyetem elvégzése utáni években alkalmi építészeti megbízásokat kapott, megfordult Janáky István, Rimanóczy Gyula, Pogány Móricz és Domány Ferenc építészek irodáiban. Modellkészítésből, plakáttervezésből és főleg tervpályázati díjakból tartotta fenn magát. Tervpályázatokon Cserba Dezsővel közösen készített tervekkel indultak, közülük az 1934-35 évi Kéler Napoleon pályázaton a földalatti Vigadó téri hurokvágánnyal történő meghosszabbítására benyújtott tervükkel 1. díjat nyertek. Részt vettek a balatoni nyaralók, a nagyatádi gyógyfürdő, a jászberényi posta (1934), Törökország és a Péti só pavilonjai a BNV-re (1935) és a postás nyugdíjas otthon (1935) tervpályázatán. Ezen rajzain eredeti család neve helyett az Ághy nevet használta. Az ebben az időszakban elkészült néhány műve – egy sződligeti családi ház, és egy tihanyi nyaraló – pályázati terveinél és az első vázlatterveknél konzervatívabb stílusban valósulhattak meg. 1935-36-ban Hofstätter és Domány építésziroda tervezési csoportjának vezetője volt.  
Az irodában készült a két világháború közötti időszak egyik legjelentősebb bérház együttese az un. Dunapark ház (Pozsonyi út 38-42.), melynek tervezésében a szintén az irodában dolgozó Cserba Dezsővel jelentős szerepük volt. 1936-ban részt vett a Dohányjövedék pavilonja a BNV-re, a budaörsi repülőtér forgalmi épülete (Cserba Dezsővel), a Kútvölgyi úti OTBA kórház (Tabéry Ivánnal), és a Galyatetői nagyszálló pályázatán. 1936 májusától 1944 novemberéig a Honvédség szerződéses polgári mérnökként, majd a tervezőcsoport vezetőjeként alkalmazta. Tervei szerint valósult meg 1937-ben Miskolcon a Szentpéteri úti légvédelmi laktanya 3 főépülete és a díszkapu. Veszprém Jutason a csapataltisztképző intézet kórháza, kantinja, tiszti étkezdéje, tiszti lakóháza és garázs épületei 1939 és 1943 között. Sopronban a Rákóczi Ferenc kadetiskola testnevelési épülete uszodával és tornateremmel 1941-42-ben, és Hajmáskéren a Haditechnikai Intézet kísérleti telepének mérnöki és tiszti szállása étteremmel. Típusterveket készített különböző rendeltetésű – istálló, legénységi és tiszti – határőr kunyhókhoz. Ezzel párhuzamosan magántervezői tevékenysége is kiszélesedett.  
Az Országos Társadalombiztosító Intézettől pályázat útján kapott megbízást először Pécsett a Megyeri kertvárosi lakótelep 15 db egy és másfélszobás ikerházainak felépítésére 1938-ban, majd a Budapesten a Magdolnavárosi lakótelepen a Pajtás utcában épült fel 3 másfélszobás és 2 kétszobás ikerháza 1941-ben. A főváros által épített Pongrác úti telepen a fürdő és rendelő épületére kapott tervezési megbízást zártkörű pályázat útján 1941-ben. Családi házat tervezett a Pannonhalmi út 39-ben, (1939), Vécsey Jenőnek pedig először a Gourmand cukrászdát tervezte át (1939), annak sikere után pedig megbízta Meredek utca 38. alatti villájának tervezésével (1940-43), ahol végre az egyetemi évek után készült terveinek igényes modernista szemléletét valósíthatta meg. A nyilas rémuralom idején a Honvédségtől elbocsátották, behívták katonának, de nem vonult be, a Szieszta kórházban bujkált, ahol súlyosan megbetegedett. 
1945-ben bekapcsolódott az újjáépítésbe, amint átjutott a pesti oldalra jelentkezett a Honvédelmi Minisztériumnál, de májusban a Fővárosi Közmunkák Tanácsa kikérte, ahol a tervezési csoport vezetője lett, 1946-ban tanulmánytervet készítettek (Granasztói Pállal, Hönsch Lászlóval, Málnai Lászlóval, Perczel Károllyal) egy Belső-Erzsébetvárosi tömb modernista szemléletű újjáépítésére. Ugyanebben az évben a jóvátételi kötelezettség keretében Jugoszlávia részére konzervgyárat tervezett (Gábor Istvánnal). 1947-ben a Preisich Gábor vezette Budapest első általános rendezési tervének elkészítésért felelős csoport tagja, ahol a főközlekedési hálózat kidolgozásának munkáit irányította. Veres Péter építésügyi miniszter megbízása alapján egyik tervezője volt (Gábor László, Gádoros Lajos, Preisich Gábor, Rudnai Gyula mellett) a Fonciére Biztosító romos bérházából átalakított egykori Belügyminisztérium épületének (1947-49). Tagja volt az 1946-ban létrejött Új Építészet Körének, számos publikációja jelent meg az Új Építészetben, a kör legjelentősebb akciójában az Új Csepel a dolgozók városa című kiállításon Dolgozók szanatóriuma tervével szerepelt (1948), közreműködéséért köztársasági elnöki dicséretben részesült. A párt javaslatára 1947. február 1-től a Posta Vezérigazgatóság Magasépítési Osztályának vezetője 1949-ig, vezetése alatt állították helyre Budapesten a József, Teréz, Krisztina, Lágymányos és a szolnoki telefonközpontot, a lakihegyi, tárnoki és fehérvár-sóstói adóállomásokat, továbbá az ő tervei alapján építették a szolnoki és diósdi új adóállomásokat. Magántervezőként utolsó munkája a Csonka Pállal, Harsányi Szabolccsal és Szmodits Kázmérral közösen 1948-ban tervezett Ganz hajógyári gépműhely és öltöző épület már nem valósulhatott meg. A tervezés államosítása kezdetén Palotás Lászlóval, Gábor Istvánnal és Hilverth Elekkel szervezik meg az Állami Mélyépítéstudományi Tervező Intézetet, melynek magasépítő részlegét vezette. Ettől kezdve évekre elszakadt a közvetlen tervezéstől, adminisztratív-irányító munkakörökben dolgozott, ennek köszönhetően egyetlen szocreál stílusú épületet sem tervezett. Az ÁMTI felosztásakor 1950-ben a Közlekedésüzemi Épülettervező Vállalat (Középterv) igazgatója lett. Az építészszakma teljes átszervezése keretében 1951-ben megbízták az építészek első országos kongresszusának és az azzal kapcsolatos kiállítás megszervezésével és a Magyar Építőművészek Szövetségének újjászervezésével, melynek alelnökévé választották. Ez év végén áthelyezték az Építési Minisztériumba a Tervezési Főosztály vezetőjének. 1953. január 1-én megalakult a Minisztertanács mellett működő Építészeti Tanács, melynek titkára és egyik elnökhelyettese volt. A szocreál kötelező kánonjának bukásával a Tanácsot 1955 szeptemberében megszüntették, ezután visszament a termelésbe, a Középterv utóda az Uvaterv főépítésze minőségben. Változatos feladatokkal foglalkozhatott. Tervei alapján építették át a Velencei Építészeti Biennálé megrongálódott magyar pavilonját 1958-ban. Szellemes, kifordított esernyőszerű, eltérő magasságú, színes tetejű „gombák” sorából tervezett várót a tihanyi hajóállomás mólóján. Zrinszky Józseffel közösen tervezte az IBUSZ főirodájának belső tereit a Ferenciek terén álló Schmahl Henrik által tervezett Párisi udvar épületében. Utoljára a Várfok utca két sarkán lévő foghíjba tervezett lakóház együttesnél csillantotta meg tervezői képességeit (1957-61), melyek 2000-től műemléki védelem alatt állnak. A 60-es évek elején még több tanulmánytervet készített pl. szántódi Motel (Cleve Rudolffal), Aggteleki turistaszálló, FAV Baross téri székháza, ezek azonban már nem valósultak meg. Egészségi állapota megromlott, 1963-ban a Lakótervhez, majd 1966-ban a Típustervező Intézethez távozott, de tervezői tevékenységet már nem folytatott. Élete utolsó munkájaként Preisich Gáborral közösen elsőként dolgozták fel a két világháború között a fővárosban működő építészcsoportok történetét.
Többszöri előterjesztés ellenére az Ybl Miklós-díjat csak 2010-ben posztumusz kapta meg. Tervhagyatéka a család jóvoltából a Magyar Építészeti Múzeumba került.